# Dikraneura rufula
Dikraneura rufula är en insektsart som beskrevs av David D. Gillette 1898. Dikraneura rufula ingår i släktet Dikraneura och familjen dvärgstritar. Inga underarter finns listade i Catalogue of Life.